# Dům čp. 78 (Heřmanice)
Dům číslo popisné 78 byl památkově chráněný objekt, který stával v Heřmanicích, obci na severu České republiky, ve Frýdlantském výběžku Libereckého kraje.

## Poloha a historie
Objekt stával v severních partiích obce, při silnici číslo III/03513, která spojuje někdejší hraniční přechod na česko-polské státní hranici s Kristiánovem a Dětřichovem. Mezi domem a silnicí se nachází koryto říčky Olešky. Pod památkovou ochranou byla stavba od 6. dubna 1966. Na počátku srpna 2010 zasáhly oblast Frýdlantska prudké lijáky, které následně vyvolaly povodně. Ty pak poškodily dům do té míry, že musel být zbořen, a 31. srpna 2010 zanikla i jeho památková ochrana.

## Popis
Stavba stála na půdorysu ve tvaru obdélníka s kratší stranou přivrácenou k vodnímu toku. Patrový dům zakrývala sedlová střecha pokrytá taškami bobrovkami. Přízemí objektu bylo děleno do tří částí, přičemž části k obývání měly roubení a část hospodářská spolu s průchozí síní byla zděná. Jak do obytné části, tak do chléva se vstupovalo dveřmi umístěnými při jižní straně objektu. Kolem dveří se nacházelo pravoúhlé kamenné ostění. Další vstup do domu je situován na západní straně a z vnější strany je kolem něj postavena jednoduché zádveří ze dřeva. Nad obytnou světnicí drží hrázděné zdivo patra pomocí jednoduchých pravoúhlých podstávek. Jak severní, tak jižní štít a rovněž tak patro na jižní straně je opatřeno svislým bedněním. Osvětlení půdních prostor je z každé strany, tedy jak z východu, tak ze západu, zajištěno volským okem. Na východní straně střechy lze navíc pozorovat seníkový vikýř, jenž je kryt sedlovým zastřešením.